# Schillingstedt
Schillingstedt è una frazione della città tedesca di Sömmerda.

## Storia
Il comune di Schillingstedt venne aggregato nel 2018 alla città di Sömmerda.